# 柯尼希格雷茨進行曲
《柯尼希格雷茨進行曲》（德語：Königgrätz March，也被稱為），是德國最著名的軍事進行曲之一，由約翰·戈特弗里德·皮耶夫克於 1866 年為紀念柯尼希格雷茨戰役而創作的。柯尼希格雷茨戰役是普奧戰爭中普魯士王國擊敗奧地利帝國的決定性戰役。 在皮耶夫克最成功的《柯尼希格雷茨進行曲》編曲中，另一首進行曲霍恩弗里德貝格進行曲（紀念霍恩弗里德貝格戰役）被用作三重奏。 常用版本（AM II, 195）被設置為步兵行軍，而另一種改編則被安排為騎兵疾馳（AM III, 228）。柯尼希格雷茨進行曲至今仍非常受歡迎，是每個現代德國軍樂隊曲目中必不可少的一部分，但在奧地利卻很少聽到這首曲子，因為這首曲子與奧地利軍隊在柯尼希格雷茨战役中的失敗有關。

## 流行文化
- 在萊妮·里芬斯塔爾的紐倫堡集會宣傳片《意志的勝利》中，當維克多·盧茨帶領衝鋒隊的儀仗隊行軍經過時，便會聽到《柯尼希格雷茨進行曲》。
- 在遊戲決勝之日的測試版中，如果國防軍派系獲勝，就會播放《柯尼希格雷茨進行曲》的最後一個段落。
- 在《使命召喚：戰爭世界》的多人遊戲模式中，如果國防軍派系獲勝，則會播放《柯尼希格雷茨進行曲》。 此外，在遊戲戰役模式的最終任務中，在與黨衛軍作戰時，可以在國會大廈內外聽到這首歌。它也可以在任務“活死人之夜（Nacht Der Undoten）”地圖上的納粹殭屍中聽到。
- 在《奪寶奇兵之聖戰奇兵》中，當瓊斯潛入納粹焚書儀式時，這首歌會被聽到，但該片段從最終剪輯中刪除。

## 外部連結
- Königgrätzer Marsch in a YouTube video. （页面存档备份，存于）
- Königgrätzer Marsch in a YouTube video, as played by the Berlin Philharmonic Orchestra. （页面存档备份，存于）
- Arrangement used by the Jamaica Regiment in a YouTube video (without trio section). （页面存档备份，存于）
- The march as used by the Chilean Army in a YouTube video (without trio section). （页面存档备份，存于）